# Giorgia Cisotto
Giorgia Cisotto (5 giugno 1992) è una calciatrice italiana, attaccante svincolata.

## Palmarès
- Campionato italiano di Serie B: 1

Vittorio Veneto: 2014-2015